# Simulium trukense
Simulium trukense es una especie de insecto del género Simulium, familia Simuliidae, orden Diptera.

## Distribución
Se distribuye por los Estados Federados de Micronesia.

## Taxonomía
Fue descrita científicamente por Stone, 1964. Fue publicada en Diptera: Simuliidae. Insects of Micronesia 12: 629-635.